# Sarcodontia
Sarcodontia is een geslacht in de familie Meruliaceae. De typesoort is Sarcodontia mali.

## Soorten
Volgens Index Fungorum telt het geslacht vijf soorten (peildatum maart 2023): 
| Soortnaam                              | Auteur(s)                      | Publicatiejaar |
| -------------------------------------- | ------------------------------ | -------------- |
| Sarcodontia amplissima                 | (Berk. & M.A. Curtis) Nakasone | 2021           |
| Sarcodontia delectans                  | (Peck) Spirin                  | 2001           |
| Sarcodontia setosa                     | (Pers.) Donk                   | 1952           |
| Sarcodontia spumea (Sponzige kaaszwam) | (Sowerby) Spirin               | 2001           |
| Sarcodontia unicolor                   | (Fr.) Zmitr. & Spirin          | 2006           |